# Tephritis oligostictica
Tephritis oligostictica är en tvåvingeart som beskrevs av Dirlbek 1971. Tephritis oligostictica ingår i släktet Tephritis och familjen borrflugor. Inga underarter finns listade i Catalogue of Life.